# KK Igokea Aleksandrovac
KK Igokea košarkaški je klub iz Aleksandrovca kraj Laktaša u Bosni i Hercegovini.

## Povijest
Klub je osnovan 1973., pod imenom KK Potkozarje. 2007. spojio se s KK Partizan iz Beograda, te nastupao pod imenom KK Igokea Partizan, dok je beogradski klub nastupa pod imenom KK Partizan Igokea. Od 2009. nastupa ponovo pod imenom Igokea. 
U sezoni 2010./11. klub se, kao poraženi finalist play off-a prvenstva Bosne i Hercegovine iz prethodne sezone, po prvi put u svojoj povijesti natjecao u regionalnoj košarkaškoj Jadranskoj ligi. Nakon godinu dana pauze, klub se u sezoni 2012./'13. ponovo natjecao u regionalnom prvenstvu gdje je nakon 26 odigranih kola završio regularni dio sezone na prvom mjestu s omjerom 20-6. U polufinalu Final Foura Igokea je poražena od Partizana, te je naknadnim tumačenjem pravila ostvarila plasman u kvalifikacije za Euroligu, umjesto direktno u samo natjecanje. Iste sezone Igokea pobjedama nad HKK Širokim osvaja Kup i Prvenstvo Bosne i Hercegovine.

## Uspjesi
Međunarodni:
- 2000./01.: Kup Radivoja Koraća: izgubili od Fenerbahčea (Turska) u eliminacijskoj rundi.
- 2001./02.: Kup Raimonda Saporte: zauzeli 5. mjesto (omjer 3:7) u skupini D
- 2002./03.: FIBA European Regional Challenge Cup (završnica skupine Jug / četvrtzavršnica ukupnog natjecanja)

BiH:
- Prvak Bosne i Hercegovine (10): 2001., 2013., 2014., 2015., 2016., 2017., 2020., 2022., 2023., 2024.
- Prvak Republike Srpske (2): 2000., 2001.
- Pobjednik Kupa Republike Srpske: 2000., 2001., 2008., 2009., 2010., 2011., 2012., 2013.
- Pobjednik Kupa BiH (10): 2006./07., 2012./13., 2014./15., 2015./16., 2016./17., 2017./18., 2018./19., 2020./21., 2021./22., 2022./23.

## Vanjske poveznice
- Službena web-stranica